# Aparajitha Balamurukan
Aparajitha Balamurukan, née le 17 mars 1994 à Erode, est une joueuse professionnelle de squash représentant l'Inde. Elle atteint en août 2010 la 67e place mondiale sur le circuit international, son meilleur classement.

## Biographie
Elle naît à Erode et grandit à Chennai. Son père est un important homme d'affaires. Elle commence le squash à l'âge de 9 ans et rejoint le circuit professionnel en 2009 à l'âge de 15 ans. Malgré des débuts prometteurs et un classement de 77e mondiale à l'âge de seize ans, elle retombe rapidement au delà de la 100e place, privilégiant l'obtention d'un MBA.
Avec l'équipe nationale, elle obtient la médaille de bronze aux Jeux asiatiques de 2010 et la médaille d'argent aux Jeux asiatiques de 2014.

## Palmarès

### Finales
- Jeux asiatiques par équipes : 2014